# Lôi Phong Hằng
Quẻ Lôi Phong Hằng, đồ hình:|||:: còn gọi là quẻ Hằng (恆 heng2), là quẻ thứ 32 trong Kinh Dịch.
- Nội quái là ☴ (:|| 巽 xun4) Tốn hay Gió (風).
- Ngoại quái là ☳ (|:: 震 zhen4) Chấn hay Sấm (雷).

Giải nghĩa: Cửu dã. Trường cửu. Lâu dài, chậm chạp, đạo lâu bền như vợ chồng, kéo dài câu chuyện, thâm giao, nghĩa cố tri, xưa, cũ.